# Litauiska

Litauiska dialekter.

Litauiska (lietuvių kalba) är ett östbaltiskt språk som talas av drygt tre miljoner människor, varav runt tre miljoner i Litauen (2006). Dess närmaste släkting är lettiskan. Litauiska anses vara ett av de nutida indoeuropeiska språk som ligger närmast det ursprungliga indoeuropeiska språket, särskilt i fråga om intonation och accent. Detta, och att litauiskan i så liten grad har påverkats av andra språk, gör att litauiskan har stort värde inom den jämförande språkforskningen.

## Utbredning och dialekter
Litauiskan är nationalspråk i Litauen, där det 2006 var modersmål för cirka 3 miljoner människor. Dessutom talas det i mindre utsträckning bland annat i nordöstra Polen och av litauiska utvandrare eller litauer bosatta i andra länder. Litauen, som varit medlem i EU sedan 2004, har under senare år sett en minskande befolkning från toppen runt 1990.
Det finns två större litauiska dialekter, aukštaitiškan ('höglandsspråket', baserat på dialekten väster om Kaunas) och žemaitiškan (samogitiska, från Samogitien i nordväst). Aukštaitiškas, som ligger till grund för skriftspråket, har endast två tonaccenter, medan žemaitiškan har flera. Dialektsplittringen anses ha skett på 1400-talet, och dessförinnan var aukštaičiai och žemaičiai geografiska begrepp. I liten mån skrivs det också på žemaitiška.

## Ortografi
Det litauiska alfabetet är en utökad variant av det latinska och bygger till stor del på principen att ett ljud motsvaras av en bokstav. Tilläggen består i att ett flertal latinska tecken har försetts med något av fyra olika diakritiska tecken (hjälptecken). Alfabetet omfattar 32 grafem. Därtill kommer digraferna dz [dz], dž [dʒ], ch [x].
A Ą B C Č D E Ę Ė F G H I Į Y J K L M N O P R S Š T U Ų Ū V Z Ž
Diakriten hake (ˇ) ändrar en alveolar frikativa till en postalveolar. En svans (˛) markerar en lång vokal och är en kvarleva från tiden då dessa uttalades nasalt (jämför polska där vokaltecken med svans (ogonek) uttalas nasalt). Också makron (¯) kan användas för att markera lång vokal. Bokstaven i representerar antingen en vokal [ɪ] eller, då den står mellan en konsonant och vokalerna a, ą, o, u, ū och ų, en palatalisering [ʲ] av den föregående konsonanten. 
De diakritiska tecknen akut accent, grav accent och tilde kan användas för att markera ordton. Dessa skrivs dock vanligtvis inte ut annat än i ordböcker, grammatikor med mera. Tonaccenterna är distinktiva (betydelseskiljande), vilket för augštaitiskans del innebär att det finns två tonem.

### Uttal
| A a     | Ą ą  | B b  | C c  | Č č  | D d | E e     | Ę ę  | Ė ė     | F f | G g | H h |
| ------- | ---- | ---- | ---- | ---- | --- | ------- | ---- | ------- | --- | --- | --- |
| [ɐ, a:] | [a:] | [b]  | [ts] | [tʃ] | [d] | [ɛ, ɛ:] | [ɛ:] | [e:]    | [f] | [g] | [ɣ] |
| I i     | Į į  | Y y  | J j  | K k  | L l | M m     | N n  | O o     | P p | R r | S s |
| [ɪ]     | [i:] | [i:] | [j]  | [k]  | [l] | [m]     | [n]  | [ɔ, o:] | [p] | [r] | [s] |
| Š š     | T t  | U u  | Ų ų  | Ū ū  | V v | Z z     | Ž ž  |         |     |     |     |
| [ʃ]     | [t]  | [ʊ]  | [u:] | [u:] | [ʋ] | [z]     | [ʒ]  |         |     |     |     |

## Grammatik
Litauiskan har två grammatiska genera: maskulinum och femininum; i ett fåtal används dock neutralt genus. Till skillnad från de germanska språken, men i likhet med lettiskan och de flesta slaviska språk, saknar litauiskan helt artikel, såväl bestämd som obestämd.
Litauiskan har sju kasus: nominativ (exempel: vyras, 'man'), ackusativ (vyrą), dativ (vyrui), genitiv (vyro), instrumentalis (vyru), lokativ (vyre) och vokativ (vyre!). I vissa dialekter förekommer också illativ (exempel: vakaran, 'på kvällen') som åttonde kasus; detta är en egen bildning som saknas i lettiskan liksom i övriga indoeuropeiska språk. Språket har många möjligheter för att bilda diminutivformer, exempelvis mer än 40 olika varianter för att böja motina ('mor') med betydelser likt 'lilla mor' som resultat.
Till följd av det utvecklade kasusbruket har ordföljden inte så stor syntaktisk betydelse, varför ordföljden kan varieras betydligt mer än i svenskan. Frågesatser har rak ordföljd och inleds med frågepartikeln ar.
Adjektiv i litauiskan har i maskulinum singularis ändelserna -as, -us eller -is och i femininum singularis ändelserna -a eller -ė. Komparativ-former av 'god' blir i maskulinum/femininum geras/gera ('god'), geresnis/geresnė ('bättre') och geriausias/geriausia ('bäst'). Bland de enstaka adjektiv som kan användas i neutral form finns balta ('vitt'), žalia ('grönt'), šviesu ('ljust') och tylu ('tyst').
Verben har följande tempus: presens (exempel: dirbu, 'jag arbetar'), preteritum (dirbau), upprepad preteritum (dirbdavau), futurum (dirbs), futurum exaktum (būsiu dirbęs), pluskvamperfekt (buvau dirbęs). Ett tiotal participformer kan bildas av verben.
Räkneorden från ett till tio är vienas (1), du (2), trys (3), keturi (4), penki (5), šeši (6), septyni (7), aštuoni (8), devyni (9) och dešimt (10). Grundtalen 11–19 bildas med -lika som ändelse – exempelvis som vienuolika (11).

### Namnskick
Utmärkande för litauiskt namnskick är att kvinnors familjenamn får olika form enligt följande: Ogifta kvinnor har familjenamn på -aitė, -ytė, -(i)utė, som utgår från faderns efternamn; gifta kvinnor har familjenamn på -ienė, som utgår från makens efternamn.
Mansnamn slutar nästan alltid på vokal+s (Gintaras, Šarūnas, Audrius, Vytautas). För att passa i detta mönster läggs -as till i slutet av utländska namn när de lånas in (Adolfas, Robertas, Richardas).

## Historia

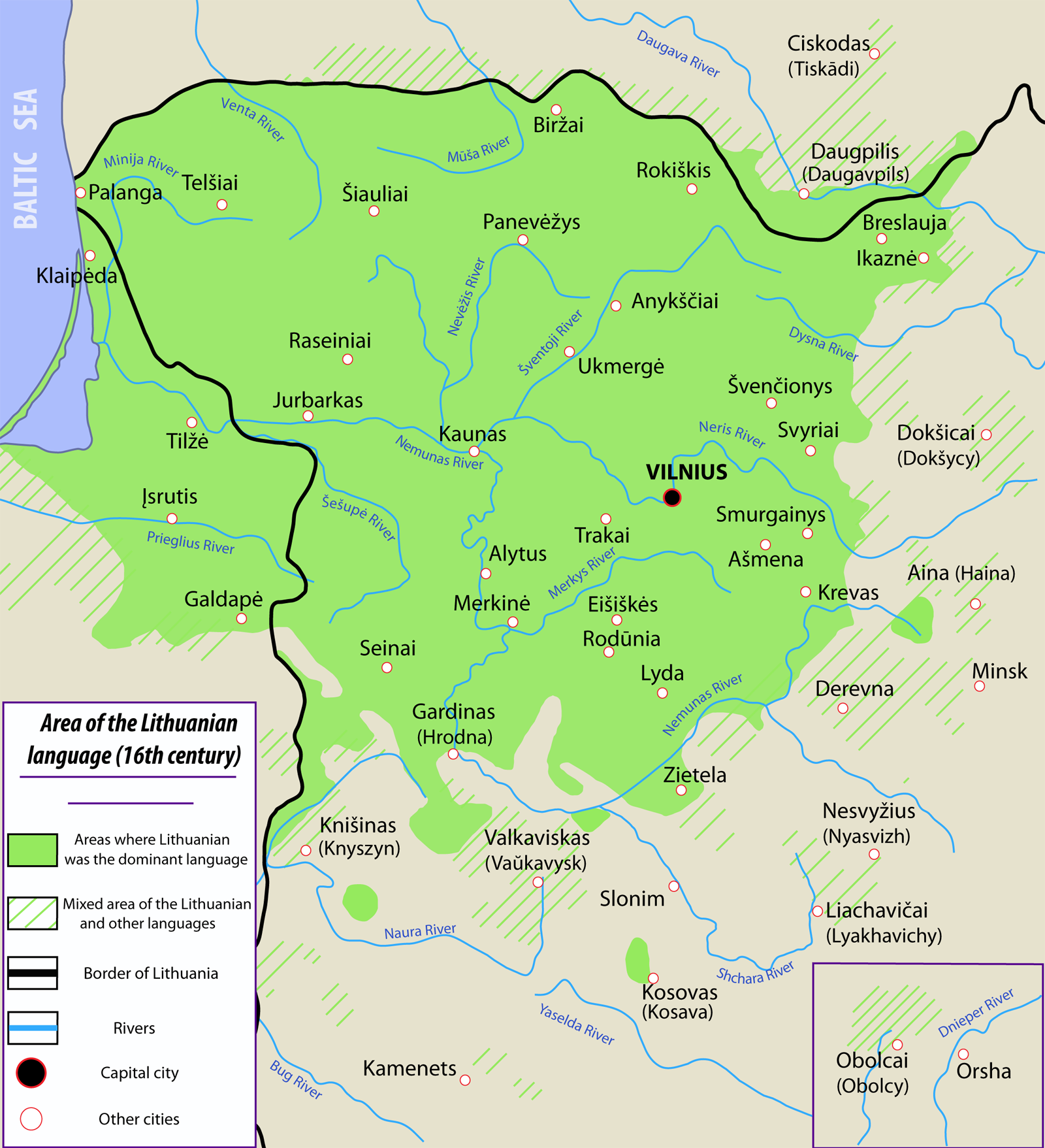
Litauiska språkets utbredning på 1600-talet.

Litauiska är, tillsammans med övriga baltiska språk och de slaviska och indo-iranska, ett så kallat satemspråk, vilket innebär att den indoeuropeiska palatovelara klusilen *ḱ har utvecklats till en sibilant (š i litauiska, till skillnad från s i lettiskan och slaviska språk). Då litauiskan blev ett litteraturspråk först på 1500-talet är språkets tidiga historia föga känd.
Syntaxen anses vara påverkad av polska och latin, men litauiska språket har kvar en relativt ursprunglig syntax som därför liknar den latinska. Lånord från nutida eller tidigare grannspråk inkluderar arbata ('te', från polska), bulvės ('potatis', från polska), mėsa ('kött', från vitryska) och bulius ('tjur', från tyska).
Litauiskans utbredning har under historisk tid var koncentrerad kring det område som motsvaras av dagens Litauen. En något större spridning av språket mot väster (in i Ostpreussen), söder och sydöst (in i området motsvarande dagens Belarus) och nordöst (sydöstra Lettland) gällde under 1600-talet, efter att litauiskan under flera hundra års tid varit de styrandes modersmål i storfurstendömet Litauen. Under storfurstendömets expansionsfas blev dock fornrutenska (föregångare till vitryska och ukrainska) kanslispråk i landet.